# Ramszesznaht
Ramszesznaht ókori egyiptomi főpap volt a XX. dinasztia idején. IV. Ramszesz uralkodása alatt nevezték ki Ámon főpapjává, és egészen IX. Ramszesz uralkodásának elejéig betöltötte pozícióját. Ebben az időben kezdődött meg az Ámon-papság hatalmának egyre nagyobb növekedése és ezzel párhuzamosan a fáraói hatalom csökkenése.

## Élete
Apja Meribasztet volt, a Két Föld urának (a fáraónak) a fő háznagya. Ramszesznaht Nehbet istennő főpapjának, Szétaunak a leányát, Adzsedet-Aatot vette el feleségül, és több gyermeke is született. Két fia, Neszamon és Amenhotep később követték a főpapi poszton, leánya, Tamerit pedig egy másik jelentős főpapi családba, Bakenhonszu családjába házasodott be; Ámon harmadik prófétájához, Amenemopethez ment feleségül, aki Bakenhonszu unokája volt leányán, Nofertarin keresztül. (Tameritet Amenemopet sírjában, a TT148-ban azonosítják Ramszesznaht és Adzsedet-Aat lányaként.) Ramszesznahtot ábrázolják apósa, Szétau El-Kab-i sírjában.
IV. Ramszesz uralkodásának 3. évében Ramszesznakht személyesen vezetett egy bányászexpedíciót a Vádi Hammamát kőfejtőibe. Az expedícióban 8368 ember vett részt – köztük 5000 katona, az Ámon-templomok 2000 alkalmazottja, 800 apiru és 130 kőműves és kőfejtő. Erről egy sziklába vájt sztélé számol be. Ramszesznaht expedíciói VII. Ramszesz és IX. Ramszesz idején aranyat és szemfestéknek való galenitet hoztak az udvarba.

## A thébai 1860a graffito
Egy ideig úgy tartották, hogy két Ámon-főpap is viselte a Ramszesznaht nevet. Ez a thébai 1860a graffito téves olvasatán alapult; a szöveg, amely egy meg nem nevezett fáraó 8. uralkodási évében íródott, Ramszesznaht mellett említ egy Amenmosze nevű férfit, Théba polgármesterét, valamint egy bizonyos Amennahtot, a nekropolisz munkavezetőjét. Bierbrier feltételezése szerint ez az Amennaht azonos a X. Ramszesz 3. uralkodási évéből ismert, azonos nevű fő munkavezetővel. Eszerint az elmélet szerint a graffitón említett Ramszesznaht egy feltételezett második, ilyen nevű főpap volt, mivel Ramszesznahtról tudni, hogy már IX. Ramszesz alatt fia, Amenhotep váltotta a főpapi székben.
Bierbrier elmélete azonban azt is szükségessé teszi, hogy X. Ramszesznek legyen egy eddig nem dokumentált 8. uralkodási éve is; akkoriban ezt megerősítette Richard Parker elmélete, ako kizárólag csillagászati bizonyítékokra alapozva feltételezte, hogy X. Ramszesz elérte a 9. évet is. Parker elméletét most már nem fogadják el, és Lanny Bell azt is kimutatta, hogy a graffitón valójában nem Amennahtot, hanem „Pamosze, Amennaht munkavezető fia” szerepel. Bell felvetése szerint a thébai graffito valójában VI. Ramszesz nyolcadik évében íródott. Bár ehhez az elmélethez léteznie kell egy eddig nem ismert Amennaht nevű munkavezetőnek is, megoldása még így is logikusabb, mint feltételezni, hogy létezett egy második Ramszesznaht nevű főpap, egy második Amenmosze nevű polgármester és X. Ramszesznek további öt uralkodási éve.

## Halála és sírja
Ramszesznaht sírja a thébai TT293. Halálának és temetésének dátuma vitatott. A legkésőbbi év, amikor még említik, IX. Ramszesz második uralkodási éve. Egy XI. Ramszesz korabeli szövegben Amenhotep főpap utal apja temetésére „a fáraó […] évében”. Ez problémákat vet fel, mivel ebben az időszakban fáraónak csak a hatalmon lévő uralkodót nevezték, de mivel Amenhotepet elsőként IX. Ramszesz 9. évében említik főpapként, Ramszesznahtnak az ő uralkodása alatt kellett meghalnia, nem XI. Ramszesz alatt. Ez egy bizonyíték lehet arra a még mindig vitatott elméletre, hogy IX., X. és XI. Ramszesz uralkodása közt átfedés állhatott fenn. Ez a kronológia lehetővé teszi, hogy Ramszesznahtnak a IX. Ramszesz uralkodása alatt történt halálát fia, Amenhotep már az új uralkodó évei szerint datálja. Amennyiben ez a feltételezés helyes, Ramszesznaht temetésére IX. Ramszesz ötödik és kilencedik uralkodási éve közt került sor, és ez az időszak megegyezik IX. Ramszesz első négy uralkodási évével.

## Fordítás
- Ez a szócikk részben vagy egészben  a   Ramessesnakht című angol Wikipédia-szócikk ezen változatának fordításán alapul.  Az eredeti cikk szerkesztőit annak laptörténete sorolja fel. Ez a jelzés csupán a megfogalmazás eredetét és a szerzői jogokat jelzi, nem szolgál a cikkben szereplő információk forrásmegjelöléseként.

## További irodalom
- M.L. Bierbrier, A Second High Priest Ramessesnakht?, Journal of Egyptian Archaeology 58 (1972), 195-199
- Lanny Bell, Only One High Priest Ramessenakht and the Second Prophet Nesamun his Younger Son, Serapis 6 (1980), 7-27
- Daniel Polz, The Ramsesnakht Dynasty and the Fall of the New Kingdom: A New Monument in Thebes, SAK 25 (1998), 257-293
- Ad Thijs, "My father was buried during your reign", The burial of the High Priest Ramessesnakht under Ramses XI, Discussions in Egyptology 60 (2004), 87-95
- Ute Rummel, Untersuchung der Grabtempel der Hohenpriester des Amun Ramsesnacht und Amenophis (K93.11/K93.12). Forschungsbericht 2014/2015, e-Forschungsberichte des DAI (eDAI-F) 2015-2, 1-5